# 貝弗莉·約翰遜
貝芙莉·約翰遜（英語：Beverly Johnson，1952年10月13日—），美國纽约州水牛城出生，她是一位美國超模。
貝弗莉是歷史上第一位登载在《時尚》(Vogue)封面的黑人模特兒及第一位非裔美國人。

## 外部連結
- Beverly Johnson在互联网电影资料库（IMDb）上的資料（英文）
- Beverly Johnson在TV.com
- Beverly Johnson於模特兒目錄（Fashion Model Directory）的相關資料